# Solano (Nueva Vizcaya)
Solano è una municipalità di seconda classe delle Filippine, situata nella Provincia di Nueva Vizcaya, nella regione della Valle di Cagayan.
Solano è formata da 22 baranggay:
- Aggub
- Bagahabag
- Bangaan
- Bangar
- Bascaran
- Communal
- Concepcion (Calalabangan)
- Curifang
- Dadap
- Lactawan
- Osmeña

- Pilar D. Galima
- Poblacion North
- Poblacion South
- Quezon
- Quirino
- Roxas
- San Juan
- San Luis
- Tucal
- Uddiawan
- Wacal